# Chaworth
Chaworth ist der Name einer anglonormannischen Adelsfamilie, der sich vom französischen Château de Sourches in Saint-Symphorien (Sarthe) herleitet, das im 17. Jahrhundert noch Chourches oder Chourses genannt wurde. Der Name wird in England auch Chaors, Chaurces, Chawrces, Chawerches, Schawrces, Chawerch etc. geschrieben, de Cadurcis ist die lateinische Form, Chaworth die, die sich durchgesetzt hat.
Die bekanntesten Angehörigen der Familie sind Maud Chaworth, die Ehefrau von Henry Plantagenet, 3. Earl of Lancaster (1281–1345), und Urgroßmutter des Königs Heinrich IV., sowie Mary Chaworth, die Jugendliebe von Lord Byron.

## 12. Jahrhundert
1. Patrick de Chaworth ⚭ Mathilde de Hesdin
  1. Sibylle de Chaworth; ⚭ Walter FitzEdward de Salisbury
    1. William de Salisbury
    2. Patrick of Salisbury, 1. Earl of Salisbury († 1168)
    3. Sibyl de Salisbury; ⚭ John Marshal († 1165)
      1. William Marshal, 1. Earl of Pembroke (1144–1219)

    4. Havise de Salisbury (1118 – vor 1152); ⚭ Rotrou III. Graf von Perche († 1144) (Haus Châteaudun); ⚭ II vor 1145 Robert I. der Große, Graf von Dreux und Le Perche († 1188) (Stammliste der Kapetinger und Haus Frankreich-Dreux)

## 13. Jahrhundert
1. Patrick de Chaworth, of Kempsford; ⚭ Hawise de Londres, Erbtochter von Thomas de Londres, Lord of Ogmore and Kidwelly (Südwales)
  1. Payn de Chaworth (um 1245–†1279) Erbe der Herrschaft Kidwelly im südwestlichen Wales
  2. Sir Patrick de Chaworth († 1283), of Kidwelly, Carmarthenshire; ⚭ Isabella de Beauchamp, Tochter von William de Beauchamp, 9. Earl of Warwick, und Maud FitzJohn, sie heiratete 1286 Hugh le Despenser, 1. Earl of Winchester
    1. Maud de Chaworth (1282–1322); ⚭  Henry Plantagenet, 3. Earl of Lancaster (1281–1345) (Haus Plantagenet)

## 13.–15. Jahrhundert
1. William de Chaurces, 1232 bezeugt, ⚭ Alice, 1241/42 minderjährig, Tochter von Robert Alfreton, of Norton, county Derby
  1. Thomas de Chaurces
    1. Thomas de Chaurces, 1. Baron Chaworth (um 1225–1315); ⚭ vor 1301 Joan
      1. William Chaworth
        1. Sir Thomas Chaworth ; ⚭ Alice
          1. Sir Thomas Chaworth († 1370/1) ; ⚭ Jane, Tochter von Geoffrey Luttrell
            1. Sir Thomas Chaworth († vor 1373) ; ⚭ I Joan; † nach 1348, Witwe von Sir Richard de la Pole; ⚭ II Margaret
              1. (II) Sir William Chaworth; ⚭ Alice, Erbtochter von Sir John Caltofte
                1. Sir Thomas Chaworth (†1458/9); ⚭ I NN; ⚭ II vor 1449 Isabel Aylesbury, 1452 bezeugt, Tochter von Sir Thomas Aylesbury, of Wiverton, Nottinghamshire,
                  1. Sir William Chaworth; ⚭ Elizabeth Bowett, Tochter von Nicholas Bowett, of Repinghall
                    1. Thomas Chaworth († 1482/83); ⚭ Margaret, Tochter von John Talbot, 2. Earl of Shrewsbury
                    2. Joan Chaworth (1430–1507), Erbin von Alfreton; ⚭ 1458 John Ormond, Esq., Sohn von John Butler, 6. Earl of Ormond und Margaret Princess of Thomond
                      1. Joan; ⚭ I Sir Thomas Denham, unehelicher Sohn von John, dem letzten Lord Dinan; ⚭ II Sir William FitzWilliams
                      2. Elizabeth; ⚭ Sir Anthony Babington
                      3. Anne; ⚭ William Mering, of Nottinghamshire

                  2. Sir George Chaworth; ⚭ Alice, Erbtochter von John Annesley, of Annesley, Nottinghamshire – Nachkommen: die Chaworth of Annesley, Viscount Chaworth, siehe unten
                  3. Katherine Chaworth; ⚭ William Leeke, Esq
                    1. Thomas Leeke of Hasland; ⚭ Margaret Fox
                      1. Elizabeth Leeke; ⚭ John Hardwick, Esq
                        1. Elizabeth Hardwick (1527–1608); ⚭ II 1547 Sir William Cavendish († 1557); ⚭ IV 1568 George Talbot, 6. Earl of Shrewsbury († 1590)
                          1. (II) Elizabeth Cavendish; ⚭ Charles Stuart, 5. Earl of Lennox (1555–1576), Bruder von Henry Stuart, Lord Darnley
                            1. Arabella Stuart (1575–1615); ⚭ William Seymour, 2. Duke of Somerset (1588–1660)

## Die Viscounts Chaworth
1. John Chaworth, of Wiverton, Amesley and Crophill Butler, Nottinghamshire; ⚭ Jane, Tochter von David Vincent, of Stoke Dabernon, Surrey
  1. George Chaworth, 1. Viscount Chaworth († 1639), 1638 High Sheriff of Nottinghamshire; ⚭ Mary Knyveton († 1646), Tochter von William Knyveton, of Mercaston, county Derby, und Jane Leeche
    1. John Chaworth, 2. Viscount Chaworth († 1644); ⚭ I vor 1632 Penelope Noel († 1638), Tochter von Edward Noel, Viscount Campden, und Juliana Hicks; ⚭ II 1643 Anne Hickman († nach 1647), Tochter von Dixie Hickman, of Kew, Surrey, und Elizabeth Windsor
      1. Elizabeth Chaworth; ⚭ 1660 William Byron, 3. Baron Byron (1636–1695)
        1. William Byron, 4. Baron Byron (1669/70–1736)
          1. William Byron, 5. Baron Byron (1722–1798), tötete 1745 seinen Vetter William Chaworth im Duell
          2. John Byron (1723–1786), Vizeadmiral, Großvater von Lord Byron

      2. (I) Patrick Chaworth (1635–1693), 3. Viscount Chaworth of Armagh, Baron Chaworth of Trim; ⚭ Grace Manners († 1699/1700), Tochter von John Manners, 8. Earl of Rutland, und Frances Montagu, heiratete in zweiter Ehe 1699 Sir William Langhorne, 1. Baronet (um 1631–1715)
        1. Juliana (* wohl 1655); ⚭ 1662 Chambre Brabanzon, 5. Earl of Meath (1645–1715)
          1. Sohn
            1. Sohn
              1. John Chambre Brabanzon, 10. Earl of Meath (1772–1851), 1831 1. Baron Chaworth, of Eaton Hall in the County of Hereford

Zu diesem Familienzweig gehört auch
1. William Chatworth († 1784) of Annesley, Wiverton, Edwalton, Tithby and Cropwell Butler
  1. George Chaworth († 1791) of Annesley Hall; ⚭ Anne Bainbridge († 1829)
    1. Mary Ann Chaworth (1785–1832), die Jugendliebe von Lord Byron; ⚭ 1805 John Musters of Colwick Hall